# Јустинове благовести
Јустинове благовести је духовно-уметничка манифестација посвећена осветљавању, неговању и афирмацији дела Оца Јустина Поповића архимандрита манастира Ћелије, доктора теологије, професора Београдског универзитета и духовника, данас српског светитеља Преподобног Јустина Ћелијског и Врањског.
Програм је везан за празник Благовести, дан рођења и упокојења Оца Јустина и месец април. Организују се свечама академија на којој најистакнутији теолози, књижевници и публицисти беседе о делу Оца Јустина, а и округли сто са темом везаном за његово дело и објављује се зборник радова са наведеног скупа, док у уметнчком делу учествују познати појци, извођачи духовне музике и остали уметници најразличитијег профила.